# Райнек, Фридрих Эдуард фон

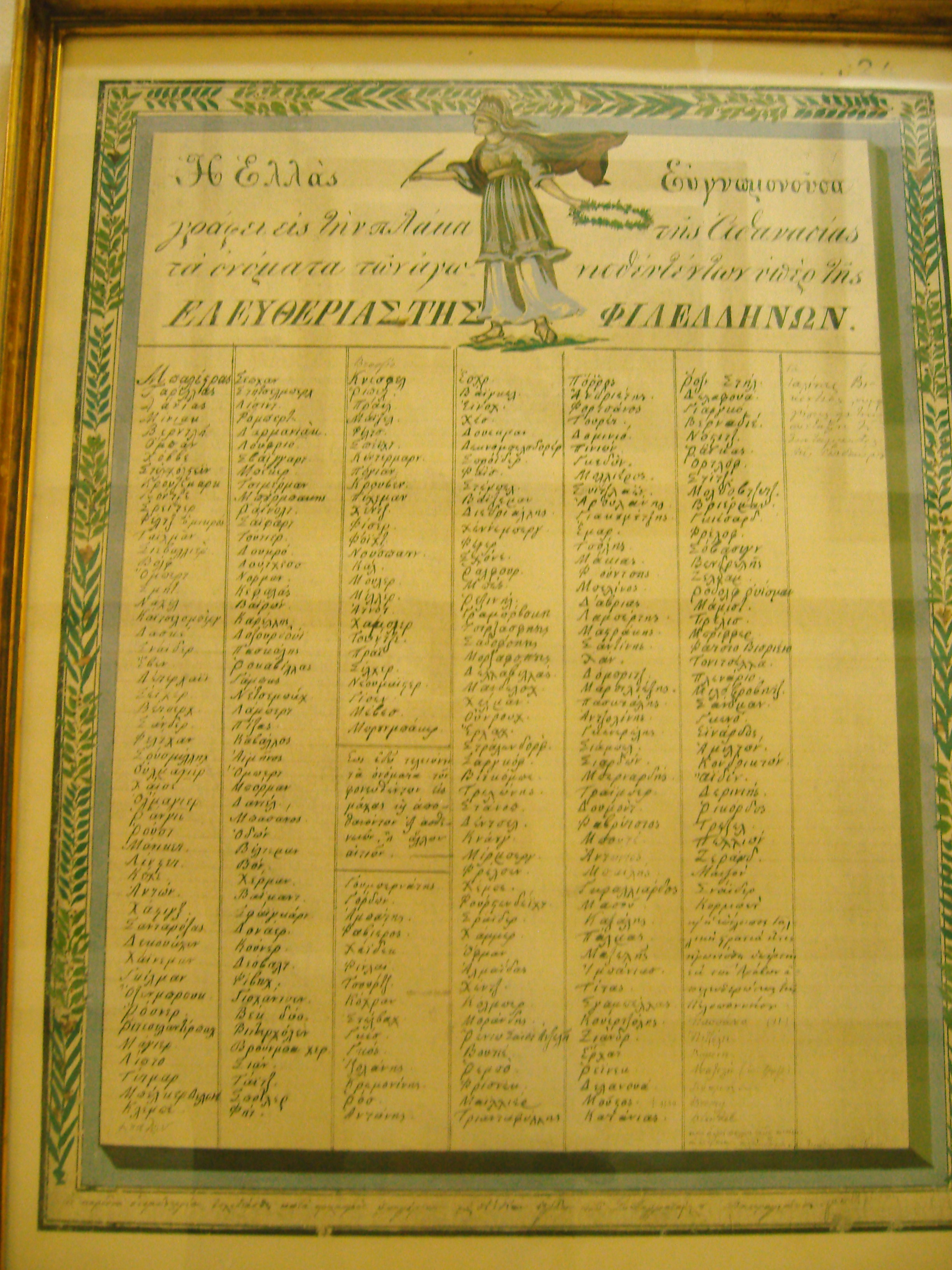
Благодарная Греция — Список филэллинов — участников Освободительной войны Греции; Национальный исторический музей Греции. Имя Райнека четвёртое снизу во второй колонке справа

Барон Фридрих Эдуард фон Райнек (нем.  Friedrich Eduard von Rheineck; Потсдам, 2 ноября 1796 — Афины, 26 октября 1854) — прусский офицер и филэллин, участник Освободительной войны Греции (1821—1829)
В дальнейшем офицер армии Греческого королевства.

## Биография

### «Догреческий период»
Информация о жизни фон Райнека в его «догреческий период» чрезвычайно скупа. Родился 2 ноября 1796 года в Потсдаме. Кавалерийский офицер армии Прусского королевства.
Принял участие в Наполеоновских войнах.

### Филэллин
Начавшаяся весной 1821 года Освободительная война Греции вызвала в либеральных кругах Европы движение филэллинизма.
Около тысячи добровольцев из стран Западной и Центральной Европы приняли непосредственное участие в войне, более трети из них составляли добровольцы из немецких земель.
Более существенной для повстанцев была помощь оказываемая им филэллинскими комитетами Европы оружием, боеприпасами, продовольствием и деньгами.
Участие фон Райнека в филэллинских комитетах было признано и его офицерский статус стали предпосылками его отправки в Грецию.
Когда филэллинский комитет немецкого города Кобленц собрал значительный груз припасов для восставших, фон Райнеку было поручено сопроводить груз в Грецию.

### Участие в Освободительной войне греков
Сопровождая груз припасов для повстанцев, фон Райнек прибыл в Коринф в 1822 году.
На месте он стал адъютантом греческого политика Αлександра Μаврокордатоса и в этом качестве принял участие в обороне Месолонгиона в ходе его первой осады.
В ходе боёв он отличился и ему было присвоено звание майора, а затем, в 1826 году, полковника повстанческой армии.
Прибывший в восставшую страну в начале 1828 года её первый президент, И. Каподистрия обратил внимание на прусского офицера.
В июле 1828 года Каподистрия послал фон Райнека на остров Крит. Поставленная ему задача была военно-политической.
Освободительная война греков находилась на завершающем этапе, но военная и геополитическая обстановка была чрезвычайно сложной.
Греческая революция нарушила статус установленный Священным союзом, выстояла в многолетней борьбе против Османской империи, но продолжающаяся война на юге Балканского полуострова, в Архипелаге, а также действия греческих повстанцев от Бейрута до Александрии создали серьёзные проблемы коммерции и мореплаванию.
К тому же война способствовала пиратству, в котором, как пишет П. Паспалиарис, «по слухам, в той или иной мере была замешана четверть голодающего греческого населения».
Не сумев предотвратить Греческую революцию, Великие державы стали ориентироваться на создание маленького автономного греческого государства, подобного Дунайским княжествам.
При этом границы этого государства не должны были выходить за пределы полуострова Пелопоннес. Особенно усердной в этом вопросе была Британская империя.
Посланные в регион для принуждения к миру, а не для поддержки греческих повстанцев, одновременно с Наваринским сражением, «достойного сожаления несчастным случаем» как британский посол именовал его в своих извинениях султану:Г-422 эскадры «Великих держав» препятствовали греческим операциям на Хиосе и Крите, а британская дипломатия требовала отзыв армии из Средней Греции.
Не сумев в короткий срок взять крепость Хиоса, после получения письменного демарша английского, французского и российского адмиралов, повстанцы были вынуждены эвакуировать свой экспедиционный корпус с острова:Δ-406.
У повстанцев на Крите не было перспективы одержать полную победу, но их продолжающаяся борьба сохраняла надежду на включение острова в пределы воссоздаваемого государства.
Фон Райнек высадился в Сфакия, на протяжении веков бывшим греческой вольнице на юго-западе острова и лишь номинально подчинявшейся османам, и до начала 1829 года руководил боями местного значения:Δ-62:Δ-414.
В начале февраля на Крите его сменил швейцарец Амадеус Хан, бывший до того комендантом гарнизона островка Грамвуса у северо-западного побережья Крита:Δ-417.
Но если после побед греческой армии в Средней Греции и де факто освобождения региона Великие Державы были поставлены перед свершившимся фактом, Каподистрии так и не удалось включить Крит в состав возрождённого государства.

### В Греческом королевстве
После смерти Каподистрии и последовавшего хаоса, в 1832 году на трон Греции был возведён несовершеннолетний баварский принц Оттон.
При Оттоне в офицерском составе армии преобладали в иностранцы, в основном баварцы, частично ветераны Освободительной войны.
В этот период в греческих военных училищах немецкий язык стал вытеснять французский.
Фон Райнек возглавил Военное училище эвэлпидов в период 1832—1840 годов.
В 1843 году был назначен начальником гарнизона города Нафплион.
В 1849 году стал председателем военного трибунала.
Впоследствии был повышен в звание генерал-майора.
Современный английский историк Вильям Сент Клер пишет, что из (выживших) филэллинов прибывших в Грецию в 1822 году, лишь немногие остались служить в Греческом королевстве и из них только двое достигли высоких постов — фон Райнек и немецкий врач Эрик Трайбер.
Генерал-майор фон Райнек умер в греческой столице в 1854 году и покоится на Первом Афинском кладбище, как пишет тот же Сен Клер, «под прекрасным надгробным памятником».

## Семья
Фон Райнек был женат на сестре Александра Маврокордатоса, Ефросиньи, с которой имел 5 детей::
- Вилельмина Райнек (1831—1904) стала в 1851 году фрейлиной королевы Амалии. После чего через 3 года вышла замуж за констатинопольского банкира Аристида Балтадзиса.
- Аристид Райнек (1834—1913) стал офицером греческого флота, дослужился до звания контр-адмирала.
- Адольф фон Райнек (1833—1933, Лозанна)
- Александр (1834—1897 Бухарест)
- Кимон(1840—1922, Бухарест)